# Snickar-Erik Olsson
Erik Olsson född 2 april 1824 i Ovanåkers socken, Gävleborgs län, död där 14 september 1905
, kallad Snickar-Erik eller Snickar-Ersker som han mer dialektalt kallades, var en bonde och spelman i Ovanåker i sydvästra Hälsingland. Han började tidigt att spela på bröllop och andra tillställningar och drev samtidigt ett ganska stort jordbruk. Spelstilen var virtuos, vilket förundrade författarna till Svenska låtar då han var så storvuxen och grov. Han drog till sig många yngre spelmän som ville utvecklas, men han avfärdade de flesta. Ett undantag var Jon-Erik Öst som han till och med blev imponerad av. Även Tulpans Anders Olsson och Hans "Pajas" Wahlman lärde sig låtar av honom.
Snickar-Erik Olsson är en av de viktigaste och bäst dokumenterade bland de äldre spelmännen inom den västhälsingska låttraditionen. Han finns rikligt representerad i både Svenska låtar och i Einar Övergaards notsamling. Viktiga traditionsbärare, både låt- och stilmässigt, som i varierande utsträckning är inspelade är Myr-Hans Nilsson, Näs-Erik Olsson, Johan Orinder, Johan Lind, Olles Jonke och Gällsbo Emil Olsson samt de ännu verksamma Vänster-Olle Olsson och Ulf Störling.
Olssons kompositioner kom att bli inspirationskälla till Jon-Erik Östs och andra storspelmäns låtar kring sekelskiftet 1800-1900. Den mest spridda kompositionen kallas för Slipstens-polskan, inspirerad av gnisslet från en slipstensaxel då Snickar-Erik vässte lien.